# 文明體育用品

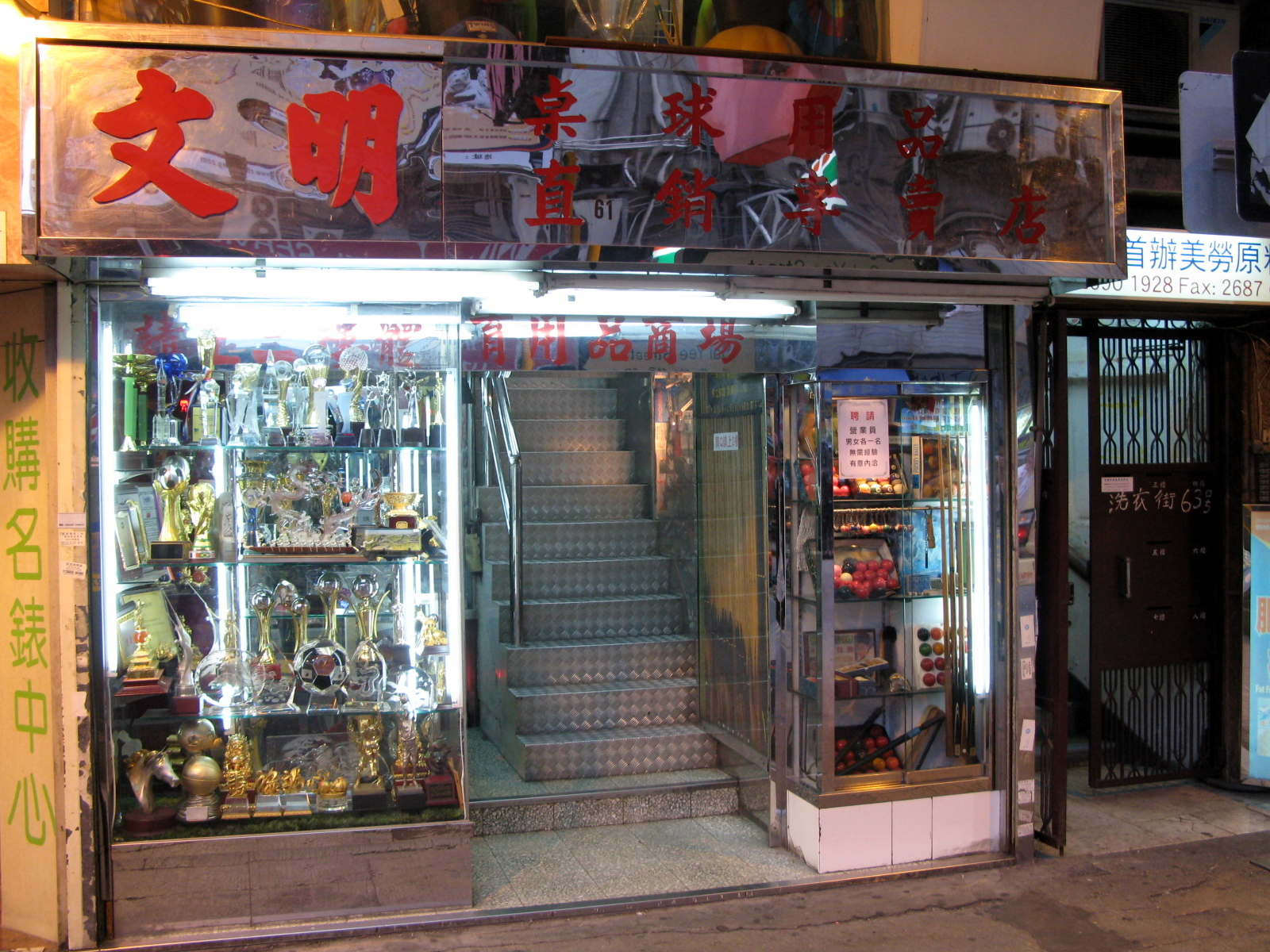
旺角洗衣街的文明體育用品店

文明體育用品有限公司（又名文明體育用品店），是2006年11月在香港發生的「旺角兵器案」，及後演變成懷疑被勒索案的主角。

## 新聞背景
文明體育用品有50年歷史，聞名於中外體育界。總店原本在旺角洗衣街61號地下，近麥花臣室內場館及旺角中國旅行社，因為該區進行重建而在2010年遷往太子道西100號；而其分店在油麻地廣東道632號地鋪, 其油麻地分店已結業。
店內貨品包括有中國功夫用品、體育比賽的獎牌、錦旗、銀器、球衣等。一直以來，學界不少體育比賽的獎盃和獎牌都是委托文明體育用品製作。
文明體育用品店是外國遊客香港觀光項目。

## 新聞案件
在2006年11月16日其旺角分店被香港警方搜出1900件中國兵器，包括國際電影巨星李小龍的雙節棍。 文明體育用品店東是老棠佳（人稱佳叔），被旺角警署偵緝組第九隊帶返警署當日，老棠佳主動拒絕用黑色頭套，以真面目面對公眾，以示清白。
2006年11月26日，警務處長李明逵證實，有警員涉及一宗勒索案被拘捕扣查。而據消息指，涉案店舖為文明體育用品的店東老棠佳

## 相關
- 香港法例第217章《武器條例》第4條
- 旺角警區
- 西九龍總區重案組

## 資料來源
1. ↑  hitman的香港揭示板 （页面存档备份，存于）（日語）
2. ↑  逾1900件殺人武器藏旺角體育用品店 （页面存档备份，存于），明報，2006年11月17日
3. ↑  兩警涉勒索被捕後「獲釋」 體育用品店搜出兵器 觸發警隊「捉鬼」[]，明報，2006年11月26日

## 外部連結
- 2007年5月 明報: 位於旺角「波鞋街」的文明體育用品店，老店東售違禁武器囚3月 （页面存档备份，存于）